# Lithobius romanus
Lithobius romanus är en mångfotingart som beskrevs av Frederik Vilhelm August Meinert 1872. Lithobius romanus ingår i släktet Lithobius och familjen stenkrypare.

## Underarter
Arten delas in i följande underarter:
- L. r. inopinatus
- L. r. romanus